# Sateska
Die Sateska (mazedonisch Сатеска; albanisch auch Sateskë) ist ein kleiner Nebenfluss des Drin im Südwesten Nordmazedoniens. Er beginnt als Zusammenfluss von einigen Bächen in der Gorna Debrca im Norden der Opština Debarca und mündet bei Vraništa, nördlich von Struga, in den Drin. Ein Kanal mündet zudem östlich von Struga in den Ohridsee.

## Quelle
- The River Sateska And Conseqvences Of The Its Divergion To Lake Ohrid In: Hydrobiological Institute Ohrid. Abgerufen am 11. Oktober 2012 (PDF, 250 kB; englisch)

## Nachweise
1. ↑  Topografische Karte 1:25.000 auf ossp.katastar.gov.mk